# Одегов, Леонид Яковлевич
Леонид Яковлевич Одегов (29 января 1922, Ширкуны, Вятская губерния — 29 июня 1974, Искитим, Новосибирская область) — лейтенант Советской Армии, участник Великой Отечественной войны, Герой Советского Союза (1944).

## Биография
Родился 29 января 1922 года в деревне Ширкуны (ныне — Даровской район Кировской области). Русский. После окончания средней школы работал в колхозе. В июне 1941 года был призван на службу в Рабоче-крестьянскую Красную Армию и направлен на фронт Великой Отечественной войны.
К августу 1943 года старший сержант Леонид Одегов командовал миномётным расчётом 491-го отдельного миномётного полка 38-й армии Воронежского фронта. Отличился во время освобождения Сумской области Украинской ССР и битвы за Днепр. 15 августа 1943 года в бою за село Великий Бобрик Краснопольского района вместе со своим расчётом уничтожил 1 артиллерийское орудие, 2 пулемёта и около 50 солдат и офицеров противника. 3 сентября 1943 года расчёт переправился через реку Псёл в районе села Низы и продержался до переправы основных сил. 4 октября 1943 года расчёт Одегова одним из первых переправился через Днепр.
Указом Президиума Верховного Совета СССР «О присвоении звания Героя Советского Союза офицерскому и сержантскому составу артиллерии Красной Армии» от 9 февраля 1944 года за «образцовое выполнение боевых заданий командования на фронте борьбы с немецкими захватчиками и проявленные при этом отвагу и геройство» был удостоен высокого звания Героя Советского Союза с вручением ордена Ленина и медали «Золотая Звезда».
После окончания войны продолжил службу в Советской Армии. В 1944 году окончил Ульяновское артиллерийское училище. В 1953 году в звании лейтенанта был уволен в запас. 
Проживал и работал сначала в Кировской области, затем в Искитиме. Умер 29 июня 1974 года.
Был также награждён рядом медалей.
Память
В его честь установлен его бюст в Искитиме.